# Brief in die Auberginenrepublik
Brief in die Auberginenrepublik ist der dritte Roman von Abbas Khider und wurde 2013 bei Edition Nautilus in Hamburg verlegt. Die „Geschichte eines Briefes“ (S. 8) wird aus verschiedenen Perspektiven erzählt. Der Autor entfaltet ein Panorama des Alltagslebens in drei arabischen Ländern am Ende des 20. Jahrhunderts.

## Titel
Mit „Auberginenrepublik“ ist der Irak gemeint. Dieser Name, so der Autor, werde von den Bewohnern selbst verwendet, weil Auberginen in der Zeit während der großen Hungersnot (UN-Embargo 1991–2003) für die Bevölkerung das einzige Gemüse gewesen sei, das es in ausreichender Menge gegeben habe.

## Inhalt
| Landkarte                                                  | |
| Titelblatt                                                 | |
| Widmung (Seite 5)                                          | |
| Mottogedicht von Rose Ausländer, hier ohne Titel (Seite 6) | |
| Fabel vom Ochsen (Seiten 7–8)                              | |
| Erstes Kapitel                                             | „Salih Al-Kateb 27 Jahre alt, Bauarbeiter Freitag, 1. Oktober 1999, Bengasi, Libyen“ (S. 9–24)                    |
| Zweites Kapitel                                            | „Haytham Mursi 54 Jahre alt, Taxifahrer Freitag, 1. Oktober 1999, Bengasi, Libyen“ (S. 25–45)                     |
| Drittes Kapitel                                            | „Majed Munir 41 Jahre alt, Reisebüroleiter Sonntag, 3. Oktober 1999, Kairo, Ägypten“ (S. 47–65)                   |
| Viertes Kapitel                                            | „Latif Mohamed (Abu Samira) 52 Jahre alt, Lastwagenfahrer Dienstag, 5. Oktober 1999, Amman, Jordanien“ (S. 67–82) |
| Fünftes Kapitel                                            | „Kamal Karim 31 Jahre alt, Polizist Donnerstag, 7. Oktober 1999, Bagdad, Irak“ (S. 83–104)                        |
| Sechstes Kapitel                                           | „Ahmed Kader 34 Jahre alt, Oberst Freitag, 8. Oktober 1999, Bagdad, Irak“ (S. 105–128)                            |
| Siebtes Kapitel                                            | „Miriam Al-Sadwun 27 Jahre alt, Ehefrau Freitag, 8. Oktober 1999, Bagdad, Irak“ (S. 129–155)                      |
| Landkarte                                                  | |

Vorn und hinten im Buch befindet sich eine gezeichnete Landkarte, auf der Teile der Anrainerstaaten des östlichen Mittelmeers sowie weitere Staaten des Vorderen Orients zu sehen sind. Die Route des Briefes beginnt am linken Bildrand in Bengasi (Libyen) und endet am rechten Bildrand in Bagdad (Irak). Dazwischen sind die Transportmittel Auto, Bus, Schiff und Laster eingezeichnet. Mit Punkten markiert und durch Linien verbunden sind die Stationen Bengasi, Imsaad/As-Sallum, Kairo, Nuwaiba, Aqaba, Amman, Al-Karama/Tripil und Bagdad.
In der Widmung, die knapp 6 Zeilen ausmacht, wird bedauert, dass man voneinander fast ein Jahrzehnt lang keinen Brief erhalten habe. Das Buch sei „für Dich und für die anderen wartenden, traurigen und dennoch hoffnungsvollen Seelen.“
Als Mottogedicht wurde „Nichts bleibt“ von Rose Ausländer gewählt. Dessen Titel ist weggelassen. Das Zitat beginnt mit der ersten Zeile, „Tage kommen und gehen“. Zu lesen sind unter anderem die Aussagen, dass alles bleibe, wie es ist, und nichts bleibe, wie es ist. Es geht darum, dass ein Du versucht, Porzellanscherben wieder zu einem Gefäß zusammenzukleben und dabei weint, weil es nicht gelingt. 
Als Vorspann fungiert eine Fabel, die in der Stimme eines Ich-Erzählers gleichzeitig erfunden und kommentiert wird. Die Fabel beleuchtet die anschließende „Geschichte eines Briefes“ (S. 8): Der Weltochse, der seine Beine in verschiedenen Bereichen des Weltalls stehen hat, ist nicht mehr in Bewegung. Er scheint erstarrt zu sein, so dass, wer auf der dunklen Seite der Welt ist, dort auch bleiben muss, „während die anderen weiterhin in vollem Licht und Glanz stehen“ (S. 8). Es wird auf Nietzsches ewige Wiederkehr des Immergleichen Bezug genommen. 
Der Absender eines Briefes, Salim, ist aus dem Irak geflohen und sendet von Bengasi aus einen Brief nach Bagdad. Binnen einer Woche Anfang Oktober 1999 erzählen nacheinander sechs Männer und eine Frau aus ihrem Leben. Anlass ist der Liebesbrief von Salim an Samia, der im Laufe der Erzählung über einige Stationen auf der Strecke zwischen Bengasi und Bagdad für 200 US-Dollar durch private Unternehmen illegal transportiert wird. Zur Sicherheit der Empfängerin, deren Name auch unter Folter nicht verraten worden war, sollen offizielle Schnüffler umgangen werden. In Bagdad trifft der Brief nach sechs Tagen dann doch auf unbefugte Leser, nämlich auf drei Personen in unterschiedlichen Positionen und mit divergierenden Absichten. Der Inhalt des Briefes ist in Kapitel 5 zu lesen, als der Brief in die Hände eines Polizisten gelangt ist, der in der Bagdader Sicherheitsbehörde Karriere macht. Die letzte Leserin macht sich auf die Suche nach der Adressatin. Als sie erfährt, jene sei außer Landes gegangen, zündet sie den Brief an, um ihn zu vernichten. Ein Schnipsel des Liebesbriefes bleibt vom Brand verschont und das Buch endet mit dem Zitat der Zeilen, die auf diesem Stück Papier erhalten geblieben sind.

## Stil
Khider lasse die Sehnsucht und Trauer seiner Figuren in schlichten Sätzen und mit wenigen Worten spürbar werden, ohne direkt von ihren Gefühlen zu sprechen, beobachtet Natalia Shchyhlevska: Was man zu spüren bekomme, entstehe zwischen den Zeilen.

## Interpretationen
Ähnlich wie in seinem Debüt, Der falsche Inder (2008), spiele Khider hier mit dem Motiv der Schrift als Botschafterin des Trostes und der Erlösung, aber auch der Verzweiflung und des Todes, meinte Hubert Spiegel in der Frankfurter Allgemeinen Zeitung. „Der Roman erzählt die Geschichte eines Briefes, der durch viele Hände geht, aber seine Adressatin nie erreicht. Es ist ein Liebesbrief.“ Für Salim sei das Schreiben an die Geliebte nicht zuletzt ein Schreiben „an sich selbst und an das Nichts, dass sich nur aushalten lässt, solange wir ihm mit Worten begegnen.“
Khider lege dem Genre des Briefromans eine neue Variante vor, indem auch die «Hauptfigur» ein Brief sei, so Carsten Hueck in der Neuen Zürcher Zeitung, der die Idee als eigenwillig bezeichnet und diese Variante «mesopotamisch» nennt.
Es gehe allerdings nicht nur um einen Brief, sondern um zwei, meint Natalia Shchyhlevska: Der zweite werde von einer sogenannten Märtyrerwitwe namens Najat an Miriam, die letzte Leserin des im Titel benannten Briefes, geschrieben und die Zeilen seien erschütternd und empörend. Sie zeigten ein „System korrupter Schergen, in einer Gesellschaft mit Doppelmoral und in einem Land, in dem die Frauenunterdrückung oft bereits in der eigenen Familie beginnt.“

## Ausgaben
- (de) Brief in die Auberginenrepublik, Edition Nautilus, Hamburg 2013, ISBN 978-3-89401-770-5
- (de) Brief in die Auberginenrepublik, btb, München 2015, ISBN 978-3-442-74889-1
- (fi) Kirje Munakoisotasavaltaan, ins Finnische übersetzt von Olli Sarrivaara, Lurra Editions, Helsinki 2015, ISBN 978-952-5850-52-9

## Rezensionen und Interviews
- Petri Immonen: Irakilaispakolaisen romaani seuraa rakkauskirjettä Libyasta Bagdadiin. Abbas Khider käyttää samaa tekniikkaa kuin Pentti Haanpää, Helsingin Sanomat, 3. Juli 2015
- Katharina Kretzschmar: Irakischer Autor Abbas Khider im Interview. »Die Literatur kann den Menschen eine Stimme geben, die keine haben«, Interview mit Abbas Khider in: Zenith – Zeitschrift für den Orient, 16. September 2013
- Meike Fessmann: Von Bengasi nach Bagdad. Mit seinem dritten Roman "Brief in die Auberginenrepublik" ist dem deutsch-irakischen Schriftsteller Abbas Khider ein flimmerndes Porträt des Alltags in den arabischen Diktaturen gelungen. In dem Roman verfolgt er den Weg eines Liebesbriefes von Bengasi nach Bagdad, Süddeutsche Zeitung, 26. August 2013
- Gabriela Seidel-Hollaender, ROMAN / BRIEF IN DIE AUBERGINENREPUBLIK, Der Spiegel, 8. Juli 2013
- Carsten Hueck: Ein Roman des Deutsch-Irakers Abbas Khider. Ein Brief auf Reisen, Neue Zürcher Zeitung, 1. Juni 2013
- Natalia Shchyhlevska: Mesopotamische Schicksale. Zum Roman „Brief in die Auberginenrepublik“ von Abbas Khider, literaturkritik.de, 18. März 2013 / 28. Oktober 2013
- Hubert Spiegel: "Khider, Abbas: Brief in die Auberginenrepublik", Frankfurter Allgemeine Zeitung, 9. März 2013 (pdf)